# Динко Шакић
Динко Шакић (Студенци, 8. септембар 1921 — Загреб, 20. јул 2008) био је командант концентрационог логора Јасеновац и усташки ратни злочинац.

## Биографија
Рођен је 8. септембра 1921. године у околини Имотског. Проглашење Независне Државе Хрватске 10. априла 1941. године затекло је њега и његовог оца Мату у Босанском Броду. Мато је одмах именован за председника општине Босански Брод. На тој дужности се истакао злочинима.
Динко се оженио Надом Тамбић, полусестром усташког пуковника Вјекослава Лубурића, водитеља УНС-ова III уреда којем је надлежност била организација логора, управа и њихово осигурање. Захваљујући родбинским везама с Лубурићем, започео је брз успон по усташкој хијерархијској лествици.

### Други светски рат
Фебруара 1942. постао је усташки заставник обрамбеном здругу у Јасеновцу. Крајем 1942. постављен је за шефа општег одсека - шеф канцеларије концентрационог логора Јасеновац. Половином 1943. напредовао је у усташког поручника и постао „часник“ (официр) у команди логора Јасеновац. У овој групи „часника“ били су извршиоци свих злочина у логору: Мима Павићевић, Модрић, Матковић, Налетић, Шарић, Ђерек, Саблић, Михаљевић, Јосип Матија и Петар Брзица. Предњачећи у својим злочинима, за то је награђен и унапређен у усташког натпоручника, априла 1944. постављен је за команданта - управника или заповедника концентрационог логора Јасеновац. На тој дужности остао је све до 1. децембра 1944. године.

### Живот у емиграцији
Након рата, Шакић заједно са супругом пацовским каналима бјежи у Аргентину, гдје је у регистар држављана уписан под бројем 4.009.804 као Љубомир Шакић Билановић. Године 1947. у Росарију је отворио малу фабрику текстила. Супруга Нада родила му је троје дјеце, којима је крсни кум био Анте Павелић.
У Аргентини постаје ватрени перониста, и када је Хуан Перон смијењен с власти 1956. године одлази у Шпанију, гдје је био најближи сарадник Вјекослава Лубурића. У Аргентину се враћа три године касније и с породицом настањује у Сан Хусту.
Послије ће се, због болешљиве супруге, преселити у љетовалиште Санта Тересита. Године 1985, приликом посјете Фрање Туђмана хрватским исељеницима у Аргентини, новинарка Алекса Црњаковић направила је интервју с Динком Шакићем. Он се тада први пут хрватској јавности похвалио својим дјелима, изјавивши како би све то, ако треба, урадио и опет. Истом приликом сусрео се и са Туђманом, с којим се (како тврди Шакићева супруга Нада - данас Есперанза) задржао у разговору готово 45 минута, уз заједничку фотографију.
Хрватски председник Туђман је 1995. дошао код Шакића у посету.

### Судски процес
Динка Шакића терете да је лично, из разоноде и садизма, убио двадесет логораша. А он каже:
Са својих седамдесет, кад имам дјецу и унуке, понављам: Опет бих учинио исто...НДХ је била темељ на којем је изграђена данашња Хрватска.

Милан Николић, Српско наслеђе 1998.
Три године касније (1998) истраживачима центра Симон Визентал запао је за око Шакићев интервју аргентинском Каналу 13. Недуго потом Динка Шакића аргентинска полиција лишила је слободе. Редовним летом њемачке авио-компаније Луфтханса 18. јуна 1998. године Шакић је из Буенос Ајреса у пратњи радника Интерпола допутовао у Франкфурт. Потом је авионом Кроација ерлајнса пребачен у Загреб. Смјештен је у загребачком затвору Реметинец. Већ сутрадан у Истражном центру загребачког Жупанијског суда одржано је прво рочиште, на коме се Динко Шакић бранио ћутањем.
Челник Хрватске странке права Мирослав Рожић прије изручења Шакића је изјавио: „Хрватска би требало да затражи изручење Динка Шакића, али само да би се на њега применио закон о опросту (амнестији).“
Због одговорности за геноцид над Србима, Динко Шакић је осуђен на затворску казну од 20 година због ратног злочина против цивилног становништва. Казну је почео да служи у највећем хрватском затвору - у Лепоглави. Дана 1. марта 2001. године превезен је у Болницу за особе лишене слободе у Загребу. Међутим у дневним новинама појавиле су се шпекулације како је љекарски налаз само покриће јер није у питању болест. Наиме, у лепоглавском затвору Шакић је почео да пише књигу мемоара (с радним насловом С Поглавником у Алпама 1946.), па је од управе затвора затражио да му се додијеле рачунар и телевизор. У затвору нису били у могућности да му изађу у сусрет, те је стога наводно премјештен у Болницу за особе лишене слободе у Загребу.

### Смрт и сахрана
Умро је у затворској болници Реметинец у 86. години 21. јула 2008. године у Загребу.
Сахрањен је на загребачком крематоријуму 25. јула 2008. Његовој сахрани су присуствовали хрватски десничарски политичари, укључујући и Анту Ковачевића. Директор центара Симон Визентал Ефраим Зуроф се жалио хрватском председнику Стјепану Месићу због Шакићеве сахране. Динко је сахрањен у пуној усташкој униформи из Другог светског рата. На тој сахрани, хрватски Доминикански свештеник Отац Вјекослав Ласић је одржао говор у коме је рекао да „суд који оптужио Динка Шакића оптужио Хрватску и Хрвате" и да „сваки Хрват треба да буде поносан на име Шакића“. Он је такође тврдио да је Независна Држава Хрватска (НДХ) формирала темељ за успостављање модерне државе Хрватске.